# Gieorgij Iwanow (1907–1947)
Gieorgij Aleksandrowicz Iwanow (ros. Георгий Александрович Иванов, ur. 5 czerwca?/18 czerwca 1907 w Kijowie, zm. 9 czerwca 1947) – radziecki lotnik wojskowy, generał porucznik lotnictwa, Bohater Związku Radzieckiego (1945).

## Życiorys
Był Rosjaninem. Skończył 7 klas szkoły, pracował jako robotnik, od października 1929 służył w Armii Czerwonej, w 1930 skończył szkołę dowódczą w Kijowskim Okręgu Wojskowym, w grudniu 1931 został dowódcą plutonu. W 1933 eksternistycznie ukończył szkołę przy Akademii Wojskowo-Powietrznej im. Żukowskiego i został szefem łączności oddziału lotniczego, w 1937 ukończył Akademię Wojskowo-Powietrzną im. Żukowskiego i został szefem Oddziału 2 Wydziału 1 Zarządu Sił Powietrznych Armii Czerwonej, a w styczniu 1938 szefem wydziału operacyjnego sztabu 73 Brygady Lotnictwa Myśliwskiego Sił Powietrznych Zabajkalskiego Okręgu Wojskowego. W lipcu 1938 został szefem sztabu 23 Brygady Lotniczej, od marca 1939 dowodził pułkiem powietrznym, a od kwietnia do sierpnia 1940 32 Brygadą Powietrzną, a od sierpnia 1940 do marca 1941 był zastępcą dowódcy 27 Brygady Lotniczej. Od marca do lipca 1941 dowodził 2 Brygadą Powietrzną, potem lotnictwem 36 Armii, od października 1941 brał udział w wojnie z Niemcami jako oficer Sztabu Generalnego Grupy Oficerów Sztabu Sił Powietrznych Armii Czerwonej, a od stycznia 1942 dowódca lotnictwa 11 Armii Frontu Północno-Zachodniego. Od kwietnia do czerwca 1942 dowodził 6 Uderzeniową Grupą Lotniczą Stawki Najwyższego Naczelnego Dowództwa, potem 239 Dywizją/5 Gwardyjską Dywizją Lotnictwa Myśliwskiego 6 Armii Powietrznej Frontu Północno-Zachodniego, w lutym 1944 objął dowództwo 11 Korpusu Lotnictwa Myśliwskiego 6 i 14 Armii Powietrznej 1 Frontu Nadbałtyckiego i 3 Białoruskiego w stopniu generała majora lotnictwa, brał udział w wyzwalaniu Białorusi i zajmowaniu Prus Wschodnich, m.in. zdobywaniu Królewca. Po wojnie nadal dowodził korpusem, 11 lipca 1945 awansowano go na generała porucznika lotnictwa, w kwietniu 1946 został szefem Zarządu Przysposobienia Bojowego Lotnictwa Myśliwskiego Sił Powietrznych ZSRR, a od marca 1947 generalnym inspektorem lotnictwa myśliwskiego Głównej Inspekcji Sił Zbrojnych ZSRR. Zginął przy wypełnianiu obowiązków służbowych. Został pochowany na Cmentarzu Nowodziewiczym.

## Odznaczenia
- Złota Gwiazda Bohatera Związku Radzieckiego (19 kwietnia 1945)
- Order Lenina (19 kwietnia 1945)
- Order Czerwonego Sztandaru (trzykrotnie – 1943, 1944 i 1947)
- Order Wojny Ojczyźnianej I klasy (31 sierpnia 1943)
- Order Czerwonej Gwiazdy (trzykrotnie – pierwszy raz w 1942)
- Order Czerwonego Sztandaru Pracy Tadżyckiej SRR

I medale.